# 民眾建澳聯盟
民众建澳聯盟，簡稱民建聯或澳門民建聯，是澳門的一個影響力非常大的建制派政治组织，成立于2008年5月1日。現屆主席為施家倫，理事長為李良汪。
本社團簡稱與香港建制派最大政黨民主建港協進聯盟相同，但兩者沒有任何關係，不过兩個政團同樣親中共和特區政府。

## 宗旨
發展和壯大「愛國愛澳」的力量；堅定不移貫徹執行“一國兩制”、“澳人治澳”、“高度自治”的方針；擁護《澳門特別行政區基本法》；全力支持澳門特別行政區政府依法施政，發展經濟，改善民生，推進民主；廣泛團結澳門各界同胞，促進澳門長期繁榮穩定。 

## 參與議會選舉
2005年澳門立法會選舉開始，该组织的人员便以「澳門民聯協進會」的名義參選（当时民眾建澳聯盟尚未成立），自該屆起當選兩席為閩籍名人陳明金及本地商人吳在權，二人俱在2009年澳門立法會選舉中連任。
2013年澳門立法會選舉，繼續以民聯旗號參選，而吳在權退下火線，團隊名單共有十四名候選人，依次序為：陳明金、施家倫（民建聯理事長）、宋碧琪（民建聯副總幹事）、盧曉翩、呂子安、陳德勝、陳一平、李業勤、歐陽廣球、盧可茵、陳曉雷、姚秋瑜、余桂洪、許龍通。結果陳明金、施家倫及宋碧琪三人當選，是澳門自1992年選舉制度改革後，首次同一名單有三人晉身立法會。
2017年澳門立法會選舉，陳明金決定退下火線，而兩名現任議員施家倫和宋碧琪，分別領軍「澳門民聯協進會」及「澳門民众協進會」提名名單，意圖爭四保三。但結果卻在直選中取得兩席，後來行政長官委任民建聯成員邱庭彪成為議員，終取三席。
2021年澳門立法會選舉，兩名現任議員施家倫和宋碧琪以第一和第二候選人身份尋求連任，施家倫共取得26593票，成功連任並成為該屆選舉中的「票王」，宋碧琪以13296.5票當選成功連任，第三候選人李良汪更是首次躋身議會，是澳門自1992年選舉制度改革後，第二次同一名單有三人晉身立法會，自今未有其他直選競選組別打破。

## 争议

### 成員賄選罪成
2013年立法會選舉，第13組「民聯協進會」涉嫌捲入賄選案，案中1男1女被告罪名成立，分別被判刑1年6個月及1年3個月，2人不得緩刑，並剝奪政治權利2年。中級法院及後裁定被定罪的兩名民眾建澳聯盟成員上訴被駁回，維持原判。
該組在2013年的立法會選舉成為「大贏家」，民眾建澳聯盟成員陳明金、施家倫和宋碧琪當選成為該屆立法議員。雖然該組有人涉賄選案並獲罪，但按法律，候選人或當選人卻毋須負刑責，故陳明金、施家倫和宋碧琪三人仍可擔任議員。
案中第一被告是民眾建澳聯盟的64歲文員，他被控於2013年致電所屬社團會員，呼籲會員在投票日全家總動員投票支持第13組，投票當日前往澳門半島及氹仔指定的各1家酒樓享用免費餐飲，並有免費車接送，第一被告亦指使第二被告協助致電聯絡會員。

## 注

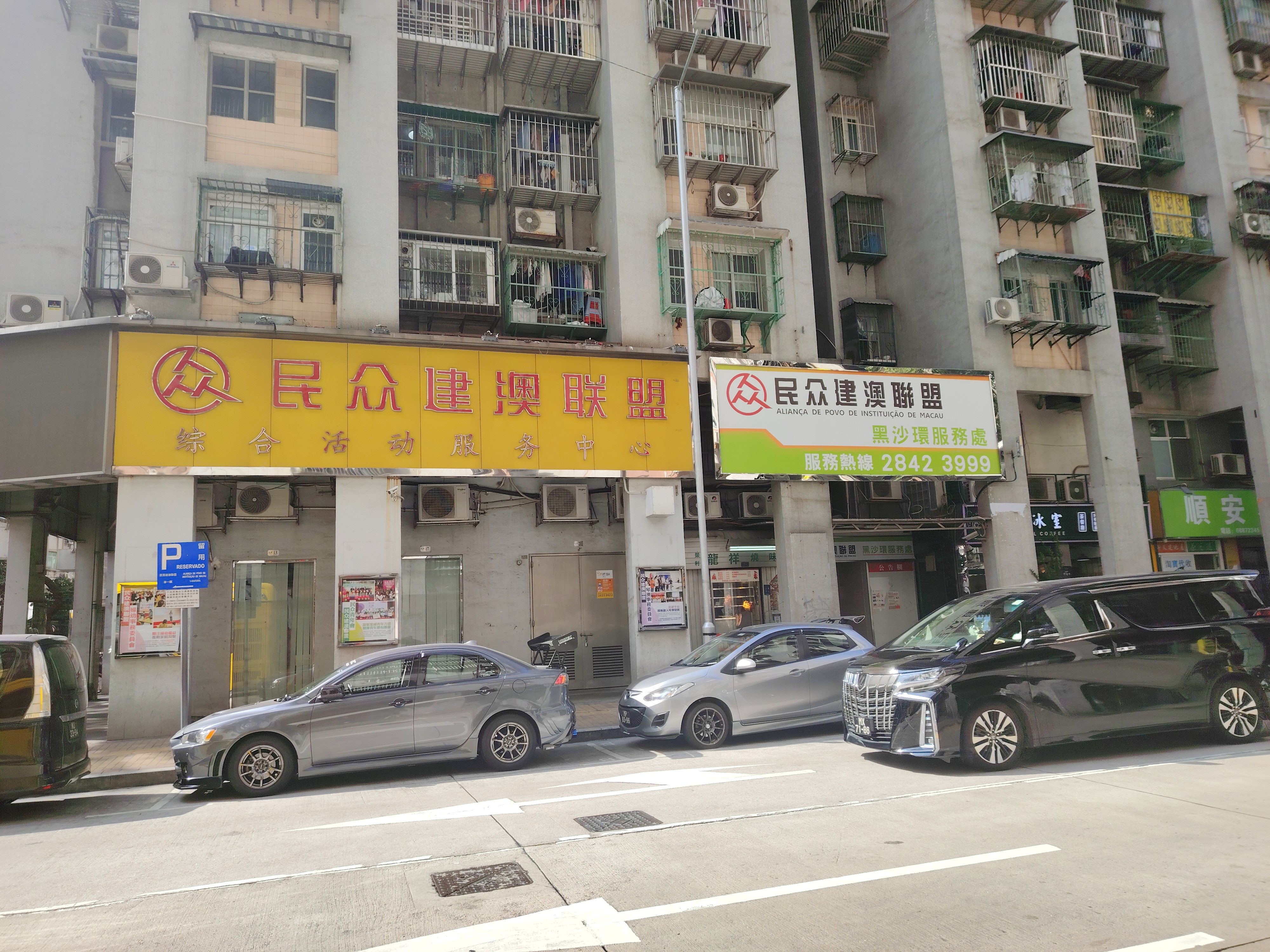
民眾建澳聯盟總部及服務處

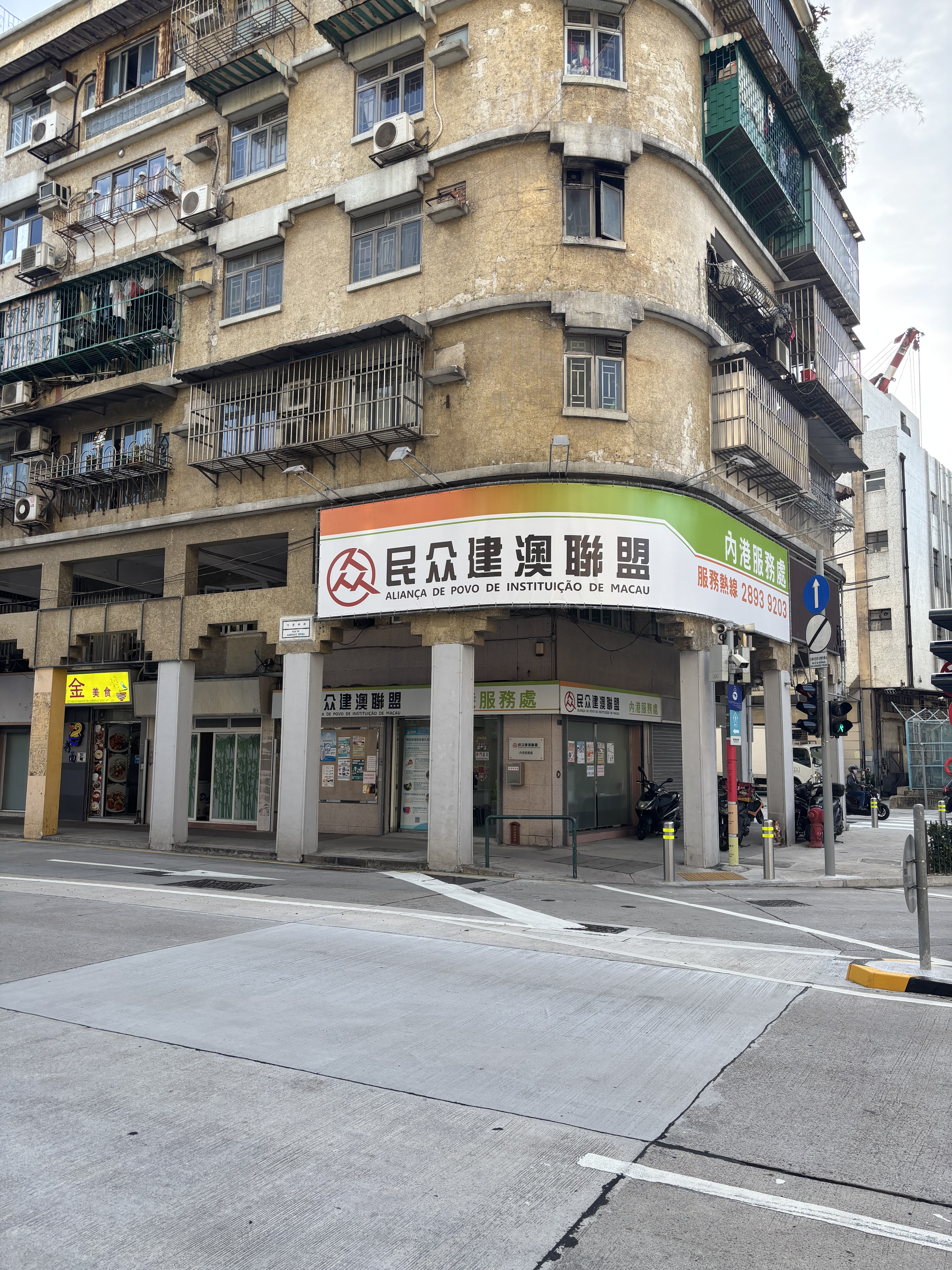
位於河邊新街的民眾建澳聯盟內港服務處

1. ↑  官方標誌中的「眾」字為簡體字

## 外部連結
- 民眾建澳聯盟網站 （页面存档备份，存于）